# Micrathyria iheringi
Micrathyria iheringi is een libellensoort uit de familie van de korenbouten (Libellulidae), onderorde echte libellen (Anisoptera).
De wetenschappelijke naam Micrathyria iheringi is voor het eerst geldig gepubliceerd in 1946 door Santos.